# Ryo Okui
Ryo Okui (奥井 諒 Okui Ryō?, Toyonaka, Osaka, 7 de marzo de 1990) es un futbolista japonés que juega como defensa en el V-Varen Nagasaki de la J2 League.

## Trayectoria

### Clubes
| Club             | País  | Año       |
| ---------------- | ----- | --------- |
| Vissel Kobe      | Japón | 2012-2015 |
| Omiya Ardija     | Japón | 2016-2019 |
| Shimizu S-Pulse  | Japón | 2020-2021 |
| V-Varen Nagasaki | Japón | 2022-     |

## Estadística de carrera

### J. League
| Club         | Año   | J. League | J. League | Copa J. League | Copa J. League | Total | Total |
| Club         | Año   | Part.     | Goles     | Part.          | Goles          | Part. | Goles |
| ------------ | ----- | --------- | --------- | -------------- | -------------- | ----- | ----- |
| Vissel Kobe  | 2012  | 27        | 1         | 4              | 0              | 31    | 1     |
| Vissel Kobe  | 2013  | 40        | 2         | -              | -              | 40    | 2     |
| Vissel Kobe  | 2014  | 13        | 0         | 3              | 0              | 16    | 0     |
| Vissel Kobe  | 2015  | 17        | 0         | 4              | 0              | 21    | 0     |
| Omiya Ardija | 2016  | 25        | 2         | 4              | 0              | 29    | 2     |
| Omiya Ardija | 2017  | 21        | 0         | 5              | 1              | 26    | 1     |
| Total        | Total | 143       | 5         | 20             | 1              | 163   | 6     |